# Mesosa yunnana
Mesosa yunnana là một loài bọ cánh cứng trong họ Cerambycidae.